# Abel Paulino Miguel
Abel Paulino Miguel (Saforcada, partido de Junín, Argentina, 9 de julio de 1940) es un político argentino que fue intendente del Partido de Junín en cinco oportunidades consecutivas, desde 1983 hasta 2003, ejerciendo el cargo dentro de la Unión Cívica Radical.
En 2007 se incorporó a la Coalición Cívica y ejerció como diputado de la provincia de Buenos Aires, representando a la cuarta sección electoral, desde el 10 de diciembre de 2007 hasta el 10 de diciembre de 2011.

## Carrera
Miguel participó en Franja Morada, enrolada en la Unión Cívica Radical. Se recibió de ingeniero agrónomo en la Universidad Nacional de La Plata. Está casado y tiene dos hijos.
El 30 de octubre de 1983 ganó las elecciones para intendente de Junín, y asumió el 10 de diciembre de ese año, con 43 años de edad. Se convirtió de esa manera en la 44° persona en acceder a ese cargo.
El 6 de septiembre de 1987 vuelve a presentarse en las elecciones locales y es reelecto, nuevamente sería reelecto el 8 de diciembre de 1991, 14 de mayo de 1995 y 24 de octubre de 1999, asumiendo su tercer, cuarto y quinto mandato respectivamente. En su paso por la intendencia afrontaría varias denuncias, en 2005 comenzaría el juicio oral y público contra el ex intendente y diputado provincial por la Coalición Cívica de Elisa Carrió, por enriquecimiento ilícito, incumplimiento de los deberes de funcionario público y malversación de caudales públicos. El juicio tuvo repercusiones nacionales ya que fueron citados a declarar entre otros el expresidente Raúl Alfonsín, el senador nacional  y ministro del Interior, Rodolfo Terragno, y al exsenador nacional de Mendoza, Raúl Baglini.
Durante sus 20 años de mandato, Miguel debió soportar varias inundaciones que afectaron al partido de Junín, especialmente las de 1993 y 2001. También tuvo gran incidencia en su gestión el cierre de los talleres ferroviarios, que habían sido el motor de la ciudad por casi un siglo. Su quinto mandato estuvo marcado por la crisis económica argentina de 2001.
Es la única persona que llegó a estar 20 años como intendente a través de 5 períodos consecutivos. Esteban Cichero y Benito de Miguel habían ocupado el cargo durante 6 períodos cada uno, durante el primer cuarto del siglo XX, aunque no consecutivos y por menos tiempo en total.
En 2007 se incorporó a la Coalición Cívica liderada por Elisa Carrió, y se presentó a las elecciones del 28 de octubre de ese año integrando la lista de candidatos a diputados provinciales. La cantidad de votos que obtuvo le permitió ingresar a la Cámara de Diputados de la provincia de Buenos Aires como representante de la cuarta sección electoral, correspondiente a Junín, el 10 de diciembre de 2007. El  27 de marzo de 2008 comenzó el juicio oral y público contra el ex intendente imputado en una causa por “enriquecimiento ilícito, incumplimiento de los deberes de funcionario público y malversación de caudales públicos”. En 2009 fue absuelto de todos los cargos.  En las elecciones legislativas de 2011 se presentó como candidato a senador nacional suplente por la Coalición Cívica ARI.El fiscal de juicio, Ángel Quidiello, pidió a los jueces del Tribunal Oral de Junín que condene al ex intendente Abel Paulino Miguel, a la pena de cuatro años y seis meses de cárcel por enriquecimiento ilícito.

## Logros
En sus 20 años al frente de la intendencia de Junín se destacan:
- Creación del organismo descentralizado "Administración Gas Junín", en 1994, sociedad anónima con participación estatal mayoritaria, que sería posteriormente transformada en la actual Grupo Servicios Junín.[cita requerida]